# Htop
htopは、CLIで動作するタスクマネージャーである。topの置き換えを目標に設計された。デフォルトでは、プロセスはCPU使用率の順に並べられる。topでは最もリソースを消費するプロセスのリストが提供されるが、htopでは全てのプロセスのリストが提供される。htopでは、CPUとメモリとスワップについての情報が色付きで視覚的に表示される。
topが提供する情報では不十分である場合に、htopが選択される場合がある。htopは対話的なシステムモニタとしても利用されている。htopにはシグナルを送信する場合などにより便利なインタフェースが提供されている。
htopはC言語で書かれており、ncursesを利用している。htopという名称は、作者のファーストネームに由来する。
Unix系OSのシステムモニタには、標準化されたインタフェースが存在しないので、それぞれのOSに合わせてソースコードを書き直す必要がある。htop 2.0からはクロスプラットフォームへの対応が行われ、FreeBSD・OpenBSD・macOSに対応した。